# Maria Slavona
Maria Slavona, nascida Marie Dorette Caroline Schorer (Lübeck, 14 de março de 1865 - Berlim, 10 de maio de 1931) foi uma pintora impressionista alemã.

## Biografia
Seu pai, Theodor Schorer, era um farmacêutico e político conhecido por sua campanha para melhorar a qualidade da água potável de Lübeck. Sua irmã mais velha, Cornelia Schorer, tornou-se uma das primeiras médicas da Alemanha. Aos dezessete anos, após algumas aulas informais de pintura e desenho, ela foi para Berlim para estudar em uma escola de arte particular antes de passar para o instituto de ensino no Museu de Artes Decorativas de Berlim, que frequentou até 1886. No ano seguinte, ela começou os estudos na Verein der Berliner Künstlerinnen, uma escola de arte para mulheres, onde elas tinham permissão para estudar anatomia e desenhar a partir de modelos vivos. A Academia Prussiana de Arte oficial ainda era uma instituição exclusivamente masculina naquela época.